# Nueva Palmira
Nueva Palmira je lučki grad na krajnjem jugozapadu Urugvaja, u departmanu Colonia, na ušću rijeke Urugvaj u Atlantski ocean.
Budući da je Nueva Palmira druga najveća luka u državi, iako je od sjedišta departmana Colonije del Sacramento udaljen 86 kilometara cestovno, željeznički i pomorski je vrlo dobro povezana s glavnim gradom Montevideom i njegovom lukom, kao i s većim mjestima susjednog departmana Soriano, kao što su Mercedes i Dolores.
Osim lučkog i industrijskog dijela, gdje je zapošljena većina stanovnika, postoji i turističko-ugostiteljski dio grada s plažama, hotelima i brojnim kulturno-zabavnim sadržajima, poput koncerata, izložbi, glazbenih festivala, sajmova i športskih natjecanja.
Glavni trg posvećen je Trideset trojici domoljuba, na kojem se nalazi spomenik ocu domovine Joséu Gervasiu Artigasu i mjesna župna crkva. Grad je nadaleko poznat po svom zoološkom vrtu i športskom olimpijskom centru s više dvorana, igrališta i borilišta.

## Povijest
Seosko naselje (pueblo) imena »Higueritas« osnovano je na području današnjeg grada 26. listopada 1831. Osnovao ga je Felipe Santiago Torres Leiva, kako bi smjestio lokalne ribare i poljoprivrednike te potaknuo razvoj trgovine i uslužnih djelatnosti te jugozapada države općenito.
Porastom stanovnika i gospodarskim razvojem, naslov gradića (villa) stiče državnom odredbom 17. kolovoza 1920. Budući da je luka u Nuevi Palmiri imala sve veću važnost za državu, Palmira naslov grada (ciudad) dobiva 1. srpnja 1953.
Ime je dobila prema antičkoj luci Palmiri u Siriji, jednoj od najvećih i najvažnijih u svoje doba.

## Stanovništvo
Prema popisu stanovništva provedenom 2011. Nuvea Palmira imala je 9.857 žitelja.
| Godina | Stanovništvo |
| ------ | ------------ |
| 1908.  | 4.191        |
| 1963.  | 6.307        |
| 1975.  | 7.146        |
| 1985.  | 7.151        |
| 1996.  | 8.339        |
| 2004.  | 9.230        |
| 2011.  | 9.857        |